# Ljubov Tiurina
Ljubov Nikolajevna Tiurina (ryska: Любовь Николаевна Тюрина), född 25 april 1943 i Moskva, död 23 oktober 2015, var en sovjetisk volleybollspelare som spelade för Dynamo Moskva och Sovjetunionens landslag. I München 1972 tog hon OS-guld i damernas volleybollturnering.